# Stará Bohyně

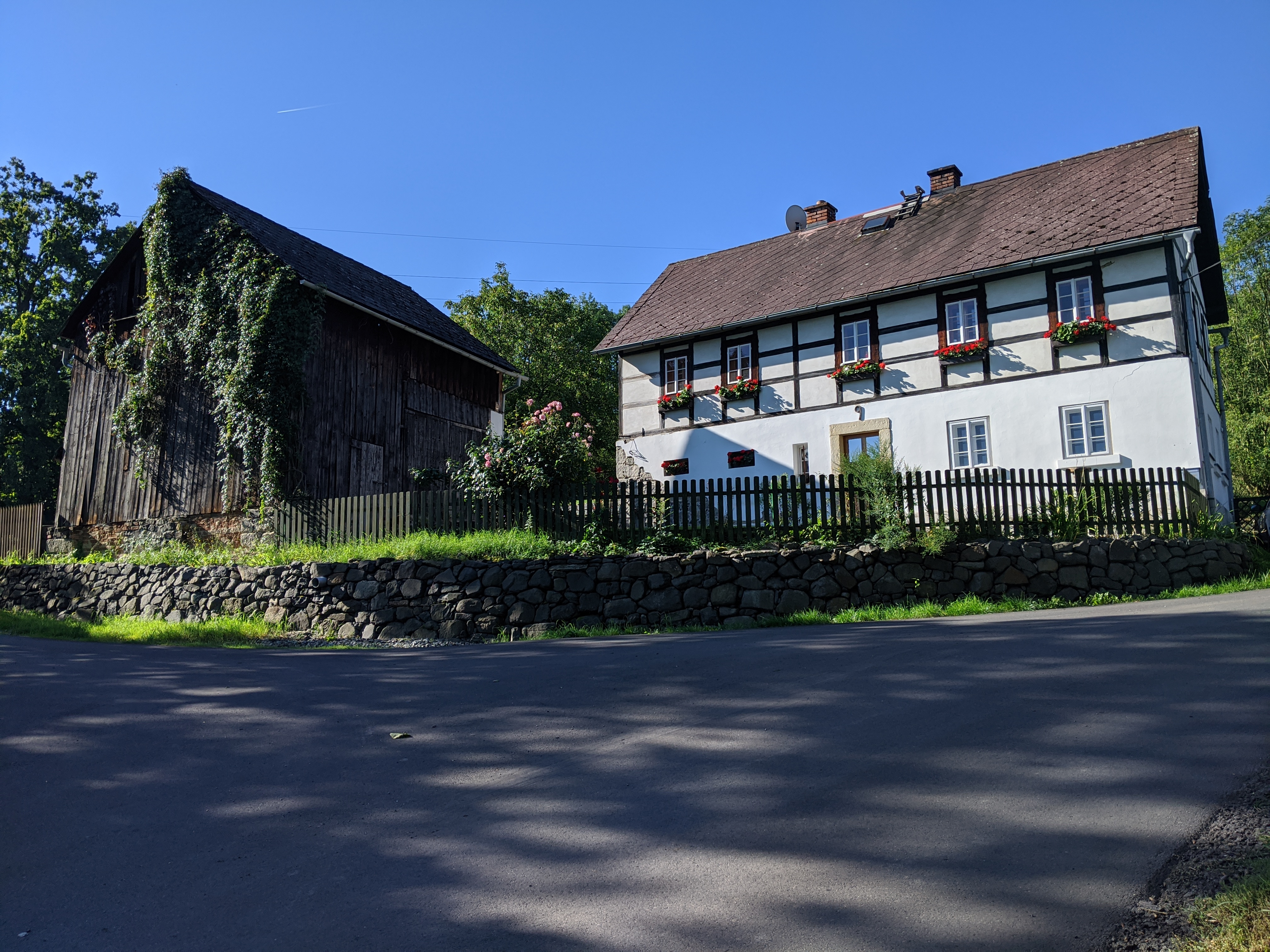
Fachwerkhaus in Stará Bohyně

Stará Bohyně (deutsch Alt Bohmen, auch Alt-Bohmen) ist ein Ortsteil der  Gemeinde Malšovice im Okres Děčín in Tschechien. 

## Geografische Lage
Der Ort liegt südwestlich des Stadtzentrums von Děčín (Tetschen) in den nördlichen Ausläufern des Böhmischen Mittelgebirges linksseitig über dem Elbtal.

## Geschichte
Der Ortsname deutet auf eine tschechische Siedlung hin. Die urkundliche Ersterwähnung fand 1543 statt.
Ab 1938/39 lag Alt Bohmen im Reichsgau Sudetenland, Landkreis Tetschen, Regierungsbezirk Eger. Hier lebten im Jahre 1940 232 Einwohner.
1961 wurden Stará Bohyně gemeinsam mit Nová Bohyně, Borek, Hliněná, Choratice mit Nové Choratice nach Malšovice eingemeindet.